# Banton (Romblon)
Banton é um município de  quinta classe de renda municipal (d) na província Romblon, nas Filipinas. De acordo com o censo de 1 de maio  de  2020 possui uma população de 5 737 pessoas e 1 495 domicílios.